# The Best of the Alan Parsons Project (1992)
The Best of The Alan Parsons Project è una raccolta del gruppo progressive rock britannico The Alan Parsons Project, pubblicata nel novembre del 1992 dall'Arista Records.

## Descrizione
The Best of The Alan Parsons Project viene pubblicato nel 1992 per raccogliere le omonime raccolte pubblicate nel 1983 e 1987 rimasterizzate ed in CD, per offrire in un unico prodotto i migliori brani di tutta la produzione del gruppo dal 1977 al 1987. 
Rispetto alle due precedenti raccolte vengono aggiunti: 
- The Gold Bug[1] dall'album The Turn of a Friendly Card del 1980.
- The Same Old Sun[2] dall'album Vulture Culture del 1985.
- The Eagle Will Rise Again[3] dall'album Pyramid del 1978.
- Mammagamma[4] dall'album Eye in the Sky del 1982.
- Since the Last Goodbye[5] dall'album Ammonia Avenue del 1984.
- Inside Looking Out[6] dall'album Gaudi del 1987.
- Hawkeye[7] dall'album Vulture Culture del 1985.
- Silence And I[8] dall'album Eye in the Sky del 1982.
- Sirius[9] dall'album Eye in the Sky del 1982.

Vengono invece eliminate:
- Standing on Higher Ground dall'album Gaudi del 1987
- Stereotomy dall'album Stereotomy del 1986
- What Goes Up dall'album Pyramid del 1978
- Days Are Numbers (The Traveller) dall'album Vulture Culture del 1985
- La Sagrada Familia dall'album Gaudi del 1987

Per un errore di stampa sul cd, sul retro della custodia, e nel booklet il brano Pyramania è riportato erroneamente come Pyromania.
La quantità di brani estratti da ogni album è la seguente:
- 3 da I Robot del 1977
- 3 da Pyramid del 1978
- 2 da Eve del 1979
- 4 da The Turn of a Friendly Card del 1980
- 6 da Eye in the Sky del 1982
- 5 da Ammonia Avenue del 1984
- 3 da Vulture Culture del 1985
- 1 da Stereotomy del 1986
- 1 da Gaudi del 1987

Nella raccolta vi sono sei brani strumentali.

## Tracce

### Disco 1
Testi e musiche di Eric Woolfson e Alan Parsons; edizioni musicali Arista Records.
1. I Wouldn't Want to Be Like You (I Robot - 1977) – 3:12 – Voce: Lenny Zakatek
2. Eye in the Sky (Eye in the Sky - 1982) – 4:34 – Voce: Eric Woolfson
3. Don't Answer Me (Ammonia Avenue - 1984) – 4:10 – Voce: Eric Woolfson
4. Games People Play (The Turn of a Friendly Card - 1980) – 4:19 – Voce: Lenny Zakatek
5. Let's Talk About Me (Vulture Culture - 1985) – 4:26 – Voce: David Paton
6. Time (The Turn of a Friendly Card - 1980) – 4:59 – Voce: Eric Woolfson
7. Pyramania (Pyramid - 1978) – 2:43 – Voce: Jack Harris
8. You Don't Believe (Ammonia Avenue - 1984) – 4:25 – Voce: Lenny Zakatek
9. Lucifer (Eve - 1979) – 4:10 – Strumentale
10. Psychobabble (Eye in the Sky - 1982) – 4:51 – Voce: Elmer Gantry
11. Damned If I Do (Eve - 1979) – 3:34 – Voce: Lenny Zakatek
12. Don't Let it Show (I Robot - 1977) – 3:30 – Voce: Dave Townsend
13. Can't Take It with You (Pyramid - 1978) – 4:43 – Voce: Dean Ford
14. Old and Wise (Eye in the Sky - 1982) – 4:08 – Voce: Colin Blunstone

Durata totale: 57:44

### Disco 2
Testi e musiche di Eric Woolfson e Alan Parsons; edizioni musicali Arista Records.
1. Limelight (Stereotomy - 1986) – 4:39 – Voce: Gary Brooker
2. The Gold Bug (The Turn of a Friendly Card - 1980) – 4:32 – Strumentale
3. The Same Old Sun (Vulture Culture - 1985) – 5:19 – Voce: Eric Woolfson
4. Ammonia Avenue (Ammonia Avenue - 1984) – 6:30 – Voce: Eric Woolfson
5. The Eagle Will Rise Again (Pyramid - 1978) – 4:21 – Voce: Colin Blunstone
6. Mammagamma (Eye in the Sky - 1982) – 3:34 – Strumentale
7. Since the Last Goodbye (Ammonia Avenue - 1984) – 4:35 – Voce: Chris Rainbow
8. I Robot (I Robot - 1977) – 6:01 – Strumentale
9. Inside Looking Out (Gaudi - 1987) – 6:24 – Voce: Eric Woolfson
10. Prime Time (Ammonia Avenue - 1984) – 5:00 – Voce: Eric Woolfson
11. Hawkeye (Vulture Culture - 1985) – 3:45 – Strumentale
12. The Turn of a Friendly Card 1 & 2 (The Turn of a Friendly Card - 1980) – 5:54 – Voce: Chris Rainbow
13. Silence And I (Eye in the Sky - 1982) – 7:07 – Voce: Eric Woolfson
14. Sirius (Eye in the Sky - 1982) – 1:54 – Strumentale

Durata totale: 69:35

## Formazione

### Leader
- Alan Parsons - chitarra acustica, tastiere, sintetizzatore, autore testi e musiche, produttore, ingegnere del suono e del mixaggio
- Eric Woolfson - voce, tastiere, pianoforte, autore testi e musiche

### Session man
- Lenny Zakatek - voce
- David Paton - voce, chitarra acustica, basso
- Chris Rainbow - voce
- Ian Bairnson - chitarra acustica e chitarra elettrica
- Duncan Mackay - tastiere
- Stuart Elliott - batteria
- Mel Collins - sassofono
- Stuart Tosh - batteria
- Richard Cottle - sintetizzatore e sassofono
- Richard "Trix" Cottle - sintetizzatore e sassofono
- Mr Laser Beam - voci di sottofondo

### Orchestra
- The Philharmonia Orchestra